# Székely (Szabolcs-Szatmár-Bereg)
Székely est un village et une commune du comitat de Szabolcs-Szatmár-Bereg en Hongrie.